# 蔡氏儀間殿内
蔡氏 儀間殿内（さいうじ ぎまどぅんち）は、蔡崇（さいすう）を元祖とする琉球王国の士族（久米氏族）。12世・蔡壎より小禄間切（現・那覇市小禄）儀間村の脇地頭職を務めた。
1世・蔡崇は、福建省泉州府南安県の出身。家譜によると、宋の書家として有名な蔡襄の6世孫という。8世までは通事（通訳）にとどまっていたが、9世・蔡堅より脇地頭職を賜り殿内クラスに昇格した。分家10世に蔡氏志多伯家・蔡鐸、その息子蔡温と、門中に傑出した人物を輩出した（ただし蔡鐸は梁氏からの養子）。

## 系譜
- 1世・蔡崇
- 2世・蔡譲
- 3世・蔡璟
- 4世・蔡宝
- 5世・蔡遷
- 6世・蔡瀚、屋良親雲上
- 7世・蔡朝器、喜友名親雲上
- 8世・蔡烜、喜友名通事親雲上
- 9世・蔡堅、喜友名親方
- 10世・蔡彬、喜友名親雲上（実父は首里士族の李氏当銘家3世・長嶺親雲上由恒。養子入り）
- 11世・蔡炳、喜友名親雲上
- 12世・蔡壎、儀間親雲上（蔡炳長男）
- 12世・蔡垣、儀間親雲上（蔡炳次男。兄に嗣子無きため家統を継ぐ）
- 13世・蔡懿、儀間親雲上（蔡垣の弟・蔡培の長男。伯父蔡垣の養子となる）
- 14世・蔡禧、儀間親雲上
- 15世・蔡修
- 16世・蔡吉
- 17世・蔡選、儀間親雲上